# Chen Zhengbin
Chen Zhengbin (chiń. 陳正斌; ur. 14 marca 1972) – chiński zapaśnik w stylu wolnym. Olimpijczyk z Barcelony 1992, gdzie zajął jedenaste miejsce w kategorii 48 kg.
Trzykrotny uczestnik mistrzostw świata, dziewiąty w 1990. Zdobył brązowy medal na mistrzostwach Azji w 1992 i 1993 roku.